# John Shepherd-Barron

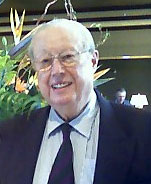
John Shepherd-Barron

John Adrian Shepperd-Barron (Shillong (India), 23 juni 1925 – Inverness (Schotland), 15 mei 2010) was een Schots uitvinder; hij bedacht onder meer de geldautomaat.
Hij studeerde aan de universiteit van Edinburgh en Cambridge. In 2005 werd hij benoemd tot Lid in de Orde van het Britse Rijk.

## John Shepherd-Barron en de geldautomaat
In de jaren zestig ging hij werken voor De La Rue Instruments. Het intrigeerde hem, nadat hij twee keer voor een gesloten bankkantoor had gestaan, dat hij in eigen land of in het buitenland niet vrij over zijn eigen geld kon beschikken. Een zelfbedieningsmachine voor chocolade inspireerde hem. Hij besprak zijn idee met Barclays om cheques van Barclays via een automaat bij de bank in te voeren, waarna de klant dan over contant geld kon beschikken, toen beperkt tot een bedrag van 10 £. Barclays gaf hem opdracht om zes machines te bouwen.
Aangezien betaalkaarten met magnetische strips nog niet bestonden, bedacht Shepherd-Barron een systeem waarbij de klant een cheque moest invoeren die voorzien was van het licht radioactieve koolstof-14, zodat de machine de cheque kon detecteren. Ter verificatie moest de klant een pincode van vier cijfers invoeren, naar eigen zeggen ook een idee van John Shepherd-Barron.
Deze machine werd in Engelstalige landen bekend als de ATM (Automated Teller Machine) en in Nederlandstalige landen als geldautomaat, pinautomaat of flappentap (Bargoens). De eerste machine werd op 27 juni 1967 geïnstalleerd in Enfield, Noord-Londen, bij een filiaal van de Barclays Bank toen hij managing-director was van De La Rue Instruments. De eerste die de machine gebruikte was de acteur Reg Varney, bekend van de televisieserie On The Buses. Sindsdien zijn er wereldwijd miljoenen pinautomaten geïnstalleerd.
Naast de geldautomaat heeft hij ook tal van andere minder succesvolle zaken uitgevonden, zoals een apparaat dat geluiden van orka's afspeelt teneinde zeehonden te verjagen van zalmkwekerijen.